# قسم حسن لنجي الريفية
قسم حسن لنجي الريفية ( (بالفارسية: دهستان حسن لنگی) ( في ناحیه شمبل في مقاطعة بندر عباس ، محافظة هرمزكان ، إيران . عاصمتها هي قرية حسن لنجي يي بالا ،  التي بلغ عدد سكانها في التعداد الوطني لعام 2016 1,943 نسمة في 538 أسرة. 
بعد التعداد تم فصل قسم شمیل الريفية عن ناحبه تخت في إنشاء ناحیه شمیل التي تم تقسيمها إلى منطقتين ريفيتين. 